# Рухну (Естонија)
Рухну (ест. Ruhnu küla) малено је село на западу Естоније. Једино је насеље на острву Рухну у Ришком заливу и административни центар истоимене сеоске општине. 
Према подацима са пописа становништва 2011. у селу је живело свега 55 становника што Рухну чини најмањим општинским средиштем у целој земљи.